# Tudou
Tudou, Inc. (кит. трад. 土豆網, спр. 土豆网, піньїнь: Tǔdòu Wǎng, акад. Тудо Ван, буквально «Картопля Нет») — китайський вебсайт для обміну відео зі штаб-квартирою в Шанхаї, Китай. На сайті користувачі можуть завантажувати, переглядати та ділитися відеокліпами. Tudou запрацював 15 квітня 2005 року і до вересня 2007 року показував понад 55 мільйонів відео щодня.
У 2007 році Tudou був одним із найбільших сайтів у світі за пропускної здатності за користувачами, передаючи більше 1 петабайта на день до 7 мільйонів користувачів. YouTube показує більшу кількість відео на день, але середня тривалість відео на Tudou довше ніж на YouTube. Таким чином загальна кількість хвилин відео, що транслюється щодня на Tudou, значно більша — приблизно 15 мільярдів хвилин проти 3 мільярдів для YouTube.
Сервіс, який розташований у Шанхаї, використовує технологію Adobe Flash для публікації понад 50 000 нових відео щодня, включаючи аматорський вміст, такий як відеоблоги і оригінальні відео, фільми і телевізійні кліпи та музичні відео. Незареєстровані користувачі можуть переглядати відео на сайті, тоді як зареєстрованим користувачам дозволяється завантажувати необмежену кількість відео за допомогою інструментів завантаження, що доступні як на сайті, так і для операційної системи Windows.
12 березня 2012 року було оголошено, що Youku досягла угоди про придбання Tudou в рамках операції обміну акцій, і нова компанія матиме назву Youku Tudou Inc.

## Історія
Tudou заснували Ґері Ван і нідерландець Марк ван дер Чийс, з якими Ван познайомився під час роботи в Bertelsmann Media Group у Китаї. Назва Tudou записана китайською системою піньїнь (латинізація для китайська мови), що з китайської перекладається як «картопля». Раніше сайт був відомий як Toodou.com, проте змінив своє доменне ім’я на Tudou.com у серпні 2006 року, коли цей домен став доступним. За словами генерального директора Вана, назва походить від англійської ідіоми «couch potato» (укр. Лежебока). Він заявив, що його метою було відірвати лежебок від екрану телевізора та прикріпити їх до екрану комп’ютера.
До Tudou Ван жив у Сполучених Штатах і повернувся до Китаю, щоб працювати в міжнародних компаніях. Спочатку Tudou мала концепт як компанія з відеоблогів, проте в сучасному вигляді сайт був запущений 15 квітня 2005 року, через кілька місяців після YouTube.
Як і багато інших технологічних стартапів, компанія Tudou розпочала з невеликим бюджетом та командою, що не була досвідчена в технологіях. Спочатку вона самостійно фінансувалася приблизно на суму в 100 000 доларів, а потім у 2005 році зібрала початковий раунд фінансування на суму у 500 000 доларів. Її перший великий раунд фінансування відбувся в 2006 році, де було отримано 8,5 мільйонів доларів від IDG China, GGV Capital (раніше Granite Global Ventures) і JAFCO Asia. Друге фінансування Tudou відбулося на початку 2007 року на суму 19 мільйонів доларів США, і його очолювали General Catalyst Partners із Бостона та Capital Today із Шанхаю, а також інші наявні інвестори. Четвертий раунд фінансування відбувся 28 квітня 2008 року на суму 57 мільйонів доларів від наявних інвесторів IDG Technology Venture Investment (IDGVC), Granite Global Ventures і General Catalyst Partners, а також включав члена родини Рокфеллерів. Останнє фінансування було оголошено 5 серпня 2010 року на суму 50 мільйонів доларів від Temasek Holdings та наявних інвесторів.

### Швидке зростання
Влітку 2007 року Nielsen/NetRatings повідомили, що Tudou був одним із вебсайтів із найбільшим зростом у мережі, збільшившись із 131 мільйона до 360 мільйонів відеокліпів на тиждень лише за три місяці. Згідно із звітом від 16 липня 2007 року, 55 мільйонів відеокліпів переглядаються щодня на Tudou, а ще 20 000 нових відео завантажуються кожні 24 години. Вимірювання Neilsen показують, що веб-сайт відвідує в середньому близько 40 мільйонів відвідувачів на місяць.
За даними китайської служби відстеження iResearch, станом на середину 2007 року Tudou займає понад 50% китайського ринку онлайн-відео. iResearch повідомляє, що Tudou досяг 95 мільйонів унікальних відвідувачів на місяць станом на червень 2009 року та 170 мільйонів станом на червень 2010 року.

## Фінансування
Tudou завершив своє фінансування від серії A до E між 2005 і 2010 роками, які відбувалися в листопаді 2005, квітні 2006, квітні 2007, квітні 2008 і серпні 2010 відповідно. Загалом 135 мільйонів доларів США було зібрано від списку організацій венчурного капіталу, включаючи IDG Ventures China, JAFCO Asia, GGV Capital, General Catalyst Partners, Capital Today, KTB, JAIC, Cyber Agent, Venrock, Crescent Point і Temasek Holdings.

## Події другої половини 2000-х років
У липні 2007 року Tudou представила одну з перших у світі великомасштабних систем відеореклами для відеосайтів, випередивши на кілька місяців YouTube. Наприкінці вересня 2007 року Intel і Tudou оголосили про партнерство для вивчення технологій бездротового обміну відео та відеопрограм для мобільних пристроїв. Tudou також погодилася збільшити використання процесорів Intel у своїх фермах серверів відеокодерів, що швидко зростають. Intel також буде просувати свою продукцію через рекламну систему Tudou.
У грудні 2007 року Tudou представила відео у форматі H.264, що забезпечує більш високу якість відео на основі стандартів.
Після землетрусу у Сичуані, який трапився 12 травня 2008 року, роботу вебсайту було призупинено до 21 травня через період національного трауру.
10 вересня 2008 року Tudou отримав ліцензію від SARFT.

## Авторське право та оцінка відео

### Авторське право
Частина вмісту Tudou походить із комерційних джерел і не створюється користувачами. Компанія каже, що китайці часто звертаються до Tudou за продуктом, що подібним на телевізійний, замість того, щоб переглядати його на своїх телевізорах. Починаючи з 2008 року Tudou запустив придбання ліцензованого контенту та партнерські програми, що об’єднують вибірковий професійний контент преміум-класу. Тим не менш, Tudou все ще піддається критиці за нехтування деякими політиками авторського права.

### Оцінка відео
Внутрішні рецензенти Tudou переглядають, затверджують і класифікують усі завантажені відео. Рецензенти перевіряють відео на невідповідний вміст, наприклад порнографію, і потім класифікують/позначають кожне відео відповідно.

## Технічні характеристики

### Формат відео
Станом на 2008 рік, технологія відтворення відео Tudou базується на Flash Player від компанії Macromedia. Ця технологія дозволяє сайту відображати відео з якістю, порівнянною з більш усталеними технологіями відтворення відео (такими як Windows Media Player, QuickTime і RealPlayer), які зазвичай вимагають від користувача завантажити та встановити плагін веб-браузера для перегляду відео. Для Flash також потрібен плагін, але в основному вважається, що плагін Flash 7 присутній приблизно на 90% комп’ютерів, що працюють в Інтернеті. Станом на 2008, відео також можна було відтворювати за допомогою gnash або VLC. Тоді ж відео на сайті мало розмір 320 на 240 пікселів (4:3) або 352 на 264 пікселів (16:9), залежно від співвідношення сторін вихідного відео. Крім того у той час, відео відтворювалося зі швидкістю 25 кадрів на секунду з максимальною швидкістю передачі даних 300 Кбіт/с.
Tudou приймає завантажені відео в різноманітних форматах, зокрема .WMV, .AVI, .MOV, MPEG і .MP4.
Станом на 2008 рік, відео можна переглядати у віконному або повноекранному режимі; можливість перемикати режим під час перегляду будь-якого відео без його перезавантаження забезпечувалося завдяки повноекранній функції Adobe Systems Flash Player 9.
Через проблеми з авторським правом і ліцензуванням, деякі відео Tudou заблоковані для відвідувачів з міжнародними IP-адресами.

### Пропускна здатність
Компанія Tudou повідомляє, що її сайт має один із найбільших у світі пропускну здатності за користувачами, надсилаючи понад 1 ПБ (петабайт) відеофайлів на день, що становить майже 100 Гбіт/с постійного трафіку. Компанія використовує різноманітні власні та комерційні мережі розповсюдження контенту (CDN), такі як ChinaCache, для розповсюдження відео в Китаї.
Згідно з опитуванням Compete.com до 2008 року домен tudou.com щороку відвідувало майже 10 мільйонів відвідувачів.